# Aeroportul Baie-Comeau
Aeroportul Baie-Comeau (IATA: YBC, ICAO: CYBC) este un aeroport din Pointe-Lebel⁠(d), Manicouagan⁠(d), Côte-Nord⁠(d), Provincia Québec, Canada ce deservește zona Pointe-Lebel⁠(d). Aeroportul a fost tranzitat în 2021 de 3.789 de pasageri.
Situat la o altitudine de 22 m, aeroportul dispune de 1 pistă.

## Infrastructură

### Piste
Aeroportul dispune de o singură pistă. Pista are orientarea 10/28. 